# Nicola Barbioni
Nicola Barbioni (Città di Castello, 1637 – Città di Castello, 29 agosto 1688) è stato un architetto italiano.

## Biografia
Nato a Città di Castello nel 1637, fu discepolo di Antonio Gabrielli ed esercitò la professione di architetto principalmente nella città natale e nel territorio umbro. Tra il 1669 e il 1684 realizzò, in collaborazione con il suo maestro, il santuario della Madonna del Belvedere. Dal 1680 prese parte ai lavori di rifacimento del duomo di Città di Castello, progettandone la cupola e la cappella dedicata al Santissimo Sacramento. Tra le altre sue opere si ricordano l'oratorio di San Pietro, i parlatori del monastero dello Spirito Santo e del monastero d'Ognissanti, il rifacimento del palazzo del Podestà (1687) e la facciata con il portico della chiesa di San Giovanni Battista degli Zoccolanti (1687).
Fu autore di un Diario delle Feste che si celebrano nelle 35 chiese di Città di Castello, le Reliquie e i Corpi Santi che in esse si conservano, stampato a Todi nel 1687.